# DKP 1946
|  | Denne artikel er oprettet af botten Steenthbot ud fra en ekstern database. Den kan derfor have sproglige fejl eller mangler. Denne skabelon kan fjernes efter kontrol af indholdet. |

DKP 1946 er en dansk dokumentarisk optagelse fra 1946.

## Handling
DKPs 16. partikongres i 1946. Stort møde i KB-Hallen (?). Man kræver fred. Martin Andersen Nexø ses ved udendørs arrangement. Aksel Larsen taler ved afsløring af mindetavle for faldne kommunister, muligvis i Land og Folks bygning. Talere foran billeder af Marx og Lenin. DKU fører valgkamp (1945?). Demonstrationstog gennem Københavns gader, over Langebro, ad Amagerbrogade til Sundby idrætspark. Bogudstilling i Forum. 18. DKU-kongres 21.-22. september 1946 i KB-hallen. Højskoleophold/sommerlejr i Sommariva, Helsingør. Teltlejr. Friluftsmøde med Alfred Jensen som taler. Demonstrationstog passerer Åboulevarden og Gyldenløvesgade. DKU i Ålborg (meget ridset). Demonstrationstog gennem Ålborgs gader ved friluftsmøde, hvor bl.a. Alfred Jensen taler.